# Dodona hoenei
Dodona hoenei är en fjärilsart som beskrevs av Forster 1951. Dodona hoenei ingår i släktet Dodona och familjen Riodinidae. Inga underarter finns listade i Catalogue of Life.